# Самосуд

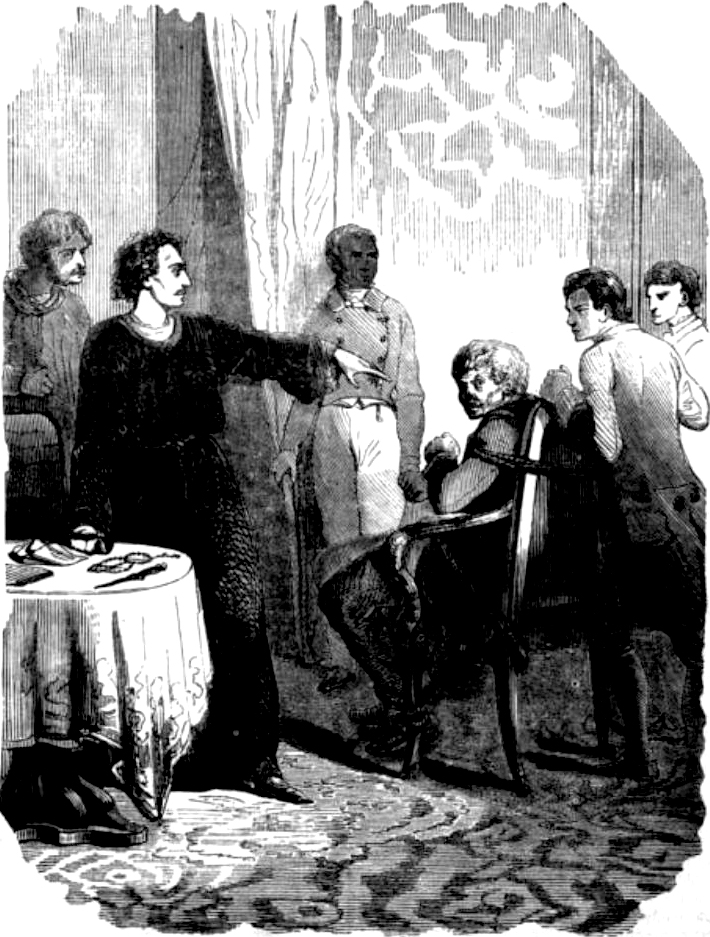
Принц Родольф вершит самосуд над преступником по кличке Грамотей. Иллюстрация к роману Эжена Сю «Парижские тайны».

Самосу́д, самосу́дная распра́ва — незаконная расправа с действительным или предполагаемым преступником без обращения к государственным органам.
Самосуд отличается от обычной мести тем, что при мести расправу над обидчиком осуществляет сама жертва или близкие ей люди, самосуд же могут учинить и посторонние, стремясь таким образом обеспечить справедливость в их понимании и предотвратить потенциальную угрозу интересам общества.

## Самосуд в России
А. П. Куницын писал, что в Новгородской республике законы допускали употребление частной силы, самосуда, не только для защиты прав, но и для отмщения за обиду. Однако выдача преступника обиженному или его родственникам служила прекращению самосуда, так как совершалась по судебному приговору, при этом убийство обидчика не допускалось.
Самосудная расправа с ворами (особенно конокрадами) и поджигателями была нормой в российских деревнях. Решение о самосуде принималось, как правило, на сходе домохозяевами 35—40 лет во главе со старостой. Этот «приговор» выносился втайне от властей, чтобы они не помешали расправе. Крестьяне были убеждены в своём праве на самосуд, и при таких расправах они не считали убийство грехом. Убитого самосудом община хоронила, при этом зачисляя его в список пропавших без вести. Власти пытались расследовать факты самосудов, ставшие им известными, однако все усилия полиции, как правило, были безрезультатны. Те немногие дела, которые доходили до суда, заканчивались оправдательным приговором, который выносили присяжные из крестьян.
При этом примечательно, что конокрада или поджигателя от смерти мог спасти самооговор в убийстве, так как крестьяне считали себя не вправе судить за грех (т. е. убийство, в отличие от воровства или поджога) и передавали пойманного властям. 
Также к крестьянскому самосуду можно отнести расправу за нарушение сексуальных норм. Например, «гулящим девкам» отрезали косу, мазали ворота дёгтем, завязывали рубаху на голове и по пояс голыми гоняли по селу. Замужних женщин, уличенных в прелюбодеянии, жестоко избивал муж, затем их публично запрягали в оглобли или привязывали к телеге, водили по улице, избивая кнутом.
Помимо этого нередки были расправы над предполагаемыми колдунами и колдуньями, особенно во время эпидемии или массового голода.
Самосуд особенно был распространён в Сибири, где официальная власть была достаточно слабой. Там часто жестоко расправлялись со ссыльными уголовниками, которые сбегали и становились бродягами, так как «там, где подобные бродяги появлялись, начинаются кражи, грабежи и разбои»: «Крестьянин не щадит в своей расправе бродягу за преступление, особенно за воровство. Виновного избивают жестоко до полусмерти. Обыкновенно такого бродягу бьют дрючками — дубинами в руку толщиной; иногда бьют по пяткам, по-китайски, «подковывают». Если за вором гонится один хозяин, как это и бывает в большинстве случаев, то расправа коротка и пуля неминуема. Расправа за преступления в деревнях делается на виду и целым обществом; даже старухи и ребята принимают в ней участие. Смертные приговоры при этом также не редкость...Привычка расправляться с бродягами смертью последних создала систему безразборного истребления бродяг и, наконец, породила бесчеловечный промысел этими убийствами».
При всем этом крестьянская община даже во взаимоотношениях с ведомыми ворами и конокрадами часто старалась максимально использовать примирительный потенциал; известным ворам иногда даже платили ежегодные взносы за то, чтобы они не воровали. И лишь если дерзость воров превышала пределы терпения, то крестьяне устраивали самосуд.
Самосуды в России стали массовым явлением после Февральской революции 1917 года, когда полиция была ликвидирована, а созданная милиция не справлялась со всплеском преступности.

За время революции насчитывается уже до 10 тысяч «самосудов». Вот как судит демократия своих грешников: около Александровского рынка поймали вора, толпа немедленно избила его и устроила голосование: какой смертью казнить вора: утопить или застрелить? Решили утопить и бросили человека в ледяную воду. Но он кое-как выплыл и вылез на берег, тогда один из толпы подошел к нему и застрелил его.
Средние века нашей истории были эпохой отвратительной жестокости, но и тогда, если преступник, приговорённый судом к смертной казни, срывался с виселицы — его оставляли жить.
Как влияют самосуды на подрастающее поколение?
Солдаты ведут топить в Мойке до полусмерти избитого вора, он весь облит кровью, его лицо совершенно разбито, один глаз вытек. Его сопровождает толпа детей; потом некоторые из них возвращаются с Мойки и, подпрыгивая на одной ноге, весело кричат:
— Потопили, утопили!…
…Уничтожив именем пролетариата старые суды, гг. народные комиссары этим самым укрепили в сознании «улицы» её право на «самосуд», — звериное право. И раньше, до революции, наша улица любила бить, предаваясь этому мерзкому «спорту» с наслаждением. Нигде человека не бьют так часто, с таким усердием и радостью, как у нас, на Руси. «Дать в морду», «под душу», «под микитки», «под девятое ребро», «намылить шею», «накостылять затылок», «пустить из носу юшку» — все это наши русские милые забавы. Этим — хвастаются. Люди слишком привыкли к тому, что их «с измала походя бьют», — бьют родители, хозяева, била полиция.
И вот теперь этим людям, воспитанным истязаниями, как бы дано право свободно истязать друг друга. Они пользуются своим «правом» с явным сладострастием, с невероятной жестокостью. Уличные «самосуды» стали ежедневным «бытовым явлением», и надо помнить, что каждый из них всё более и более расширяет, углубляет тупую, болезненную жестокость толпы.
Рабочий Костин пытался защитить избиваемых, — его тоже убили. Нет сомнения, что изобьют всякого, кто решится протестовать против «самосуда» улицы.

Нужно ли говорить о том, что «самосуды» никого не устрашают, что уличные грабежи и воровство становятся всё нахальнее?— Максим Горький «Несвоевременные мысли»

## Самосуд в США
На Диком Западе США самосуд принял форму виджилантизма (от англ. vigilance committees — комитеты бдительности). Первые из них появились в лагерях старателей в Калифорнии во время золотой лихорадки 1848 года. При слабости государственной власти в Калифорнии старателям пришлось самим бороться с грабежом и насилием. Созданные ими комитеты бдительности ловили преступников и самостоятельно вершили правосудие: созывался суд присяжных, который рассматривал дело и выносил решение. Иногда в таком народном суде участвовало всё население поселка. За убийство и кражу лошади полагалось повешение, за мелкие преступления — порка или изгнание. Приговор тут же приводился в исполнение. Это оказывало устрашающее влияние. Мать философа Дж. Ройса, приехавшая в 1849 году с семьёй в Калифорнию, вспоминала, что после того, как повесили трёх воров, грабежи прекратились: старатели могли оставлять добытое золото даже у дороги, не боясь кражи.
В 1851 году, через восемь месяцев после избрания органов самоуправления Сан-Франциско, они и полиция были поражены коррупцией, а преступления оставались безнаказанными. Горожане организовали «комитет бдительности», по решению которого один из воров был тут же повешен. Затем комитет организовал новые выборы мэра‚ прокурора‚ судебного пристава, после чего принял решение о самороспуске. Второй комитет, в котором состояло до 700 человек, сначала приговорил к смерти вора, который был казнён на площади, а затем арестовал ещё 90 человек по подозрению в поджогах, грабежах, убийствах. Из них трое были повешены, один — выпорот, 15 — высланы, 41 — освобождён, 15 — переданы обычному суду. В 1856 году эти события повторились и губернатор Калифорнии обратился за военной помощью к президенту Ф. Пирсу, но тот отказал в помощи, таким образом поддержав «комитет бдительности».
Возникновение линчевания как систематической практики относится к концу 1860-х годов, когда после поражения в Гражданской войне Юг США подвергся военной оккупации Севера; земли подвергались массовой скупке со стороны северных дельцов, т. н. карпетбеггеров, а чернокожее население, объявленное в ходе войны совершенно свободным от рабства, мстило своим бывшим хозяевам. Для борьбы с северными оккупантами и особенно освободившимися неграми была учреждена тайная организация Ку-Клукс-Клан, члены которой широко практиковали бессудные убийства.
За подозрение в каких-либо преступлениях против общего закона (убийство, грабёж, изнасилование белых), законов Джима Кроу или неписаных правил поведения негр мог подвергнуться линчеванию; часто обвинение в убийстве или изнасиловании могло быть просто предлогом, чтобы избавиться от неугодного человека. Линчеванию подвергались и участники забастовок, негры-фермеры (с целью присвоить их участок) и другие лица, угрожавшие экономическим интересам белого большинства.
Наряду с неграми, хотя и гораздо реже, линчеванию подвергались и белые англо-американцы, а также другие меньшинства, прежде всего итальянцы (по подозрению в сотрудничестве с мафией), евреи, англоязычные католики.

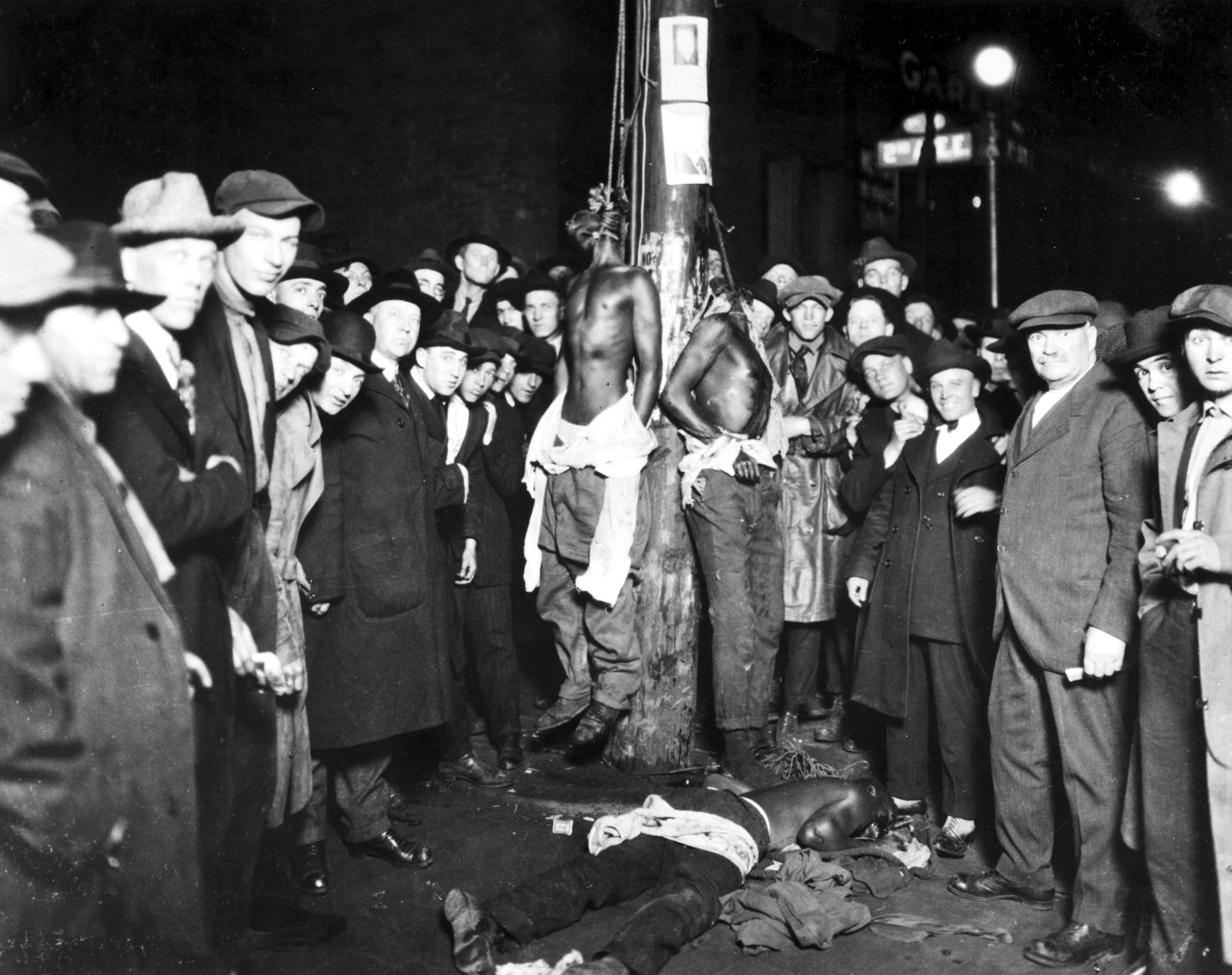
Линчевание трёх негров в Дулуте, Миннесота, в 1920 году. Открытка

Линчевание осуществлялось обычно через повешение, однако могло сопровождаться пытками или осуществляться путём сожжения заживо. Нередко в суде Линча участвовали не просто неорганизованные толпы, а законные судьи, мэры небольших городов, шерифы; о месте и времени линчевания сообщалось заранее, как при законной казни, туда являлись фотографы, иногда устраивались шоу, как в цирке.

## Солдатский и матросский самосуд
Разновидность самосуда, распространённая в военное время, а также во время военных переворотов, революций и гражданских войн. Заключается в самовольном отправлении правосудия рядовым и сержантским составом вооружённых сил. По объективным причинам чаще всего выражается в расстрелах на месте и расправах над офицерами.

### В истории
В российской истории известны случаи массового солдатского самосуда над офицерами, ещё с XVIII века, когда в Российской императорской армии состояло множество наёмных офицеров-иностранцев, относившихся к русскому солдату как к «пушечному мясу», и в ходе битвы при Нарве, после ряда ошибок и грубых просчётов командования, стоивших русским больших потерь, над некоторыми из них солдаты совершили самосуд. Высшей точки развал дисциплины в полках достиг во время мятежа в лагере под Выборгом 6 июня 1742 года. С трудом правительству удалось вернуть контроль над гвардией.
Последние случаи массового солдатского самосуда над офицерами имели место во время событий, последовавших за Февральской революцией, а затем Октябрьской революцией:

Отменялось титулование и отдание чести, солдатам разрешалось не только отстранять от командования офицеров, но даже и физически устранять неугодных. Создавались солдатские комитеты, которые вмешивались в распоряжения военачальников. Приказы стали делиться на боевые и небоевые. Какой-нибудь мальчишка, окончивший четырёхмесячные курсы прапорщиков, или просто рядовой солдат рассуждал, нужно или нет то или иное учение, и достаточно было, чтобы он на митинге заявил, что оно ведет к старому режиму, как часть на занятие не выходила, и тут же начинались эксцессы — от грубых оскорблений до убийства командиров. И всё сходило с рук, никто не наказывался.
Случаи самосуда имели место во время Великой Отечественной войны по отношению к офицерам, подозреваемым в измене (зачастую далеко небезосновательно) и в Ограниченном контингенте советских войск в Афганистане во время Афганской войны по отношению к трусам и мародёрам.

### Отношение властей
Отношение советской власти, в первые годы её становления, к солдатским самосудам в целом было толерантным, однако, в случаях когда солдаты и матросы «опережали» государственное правосудие, и расстреливали высокопоставленных чиновников старого режима, для которых новой властью были уготованы показательные судебные процессы — следовала реакция. Так, например, когда В. И. Ленин узнал о самосуде матросов над министрами Временного правительства Кокошкиным и Шингаревым, он предписывал Народному комиссариату юстиции: «Я только что получил донесение, что сегодня ночью матросы пришли в Мариинскую больницу и убили Шингарева и Кокошкина. Предписываю немедленно: во-первых, начать строжайшее следствие; во-вторых, арестовать виновных в убийстве матросов.» В течение нескольких дней комиссии удаётся установить личности всех участников убийства, и арестовать восьмерых человек, однако наказания убийцы и подстрекатели к убийству так и не понесли.

#### Случаи самосуда над офицерами в других странах
- 1704 — Гохштедтское сражение: После победы англичан майор 15-го пехотного полка был застрелен в голову одним из своих подчинённых.[14]
- 1815 — Битва при Катр-Бра: Командир 92-го пехотного полка был застрелен подчинённым, который накануне был подвергнут телесному наказанию по его приказу.[14]
- Война во Вьетнаме: Лейтенант Уильям Келли-младший был приговорён своими солдатами к казни за то, что подверг их жизни необоснованной опасности, в результате чего один солдат погиб. Казнён он не был, но был арестован вышестоящим командованием и осуждён за убийство мирного населения.[15]

## Офицерский самосуд
Офицерский самосуд — разновидность самосуда, распространённая главным образом во время военных переворотов, революций и гражданских войн, как в военное время, так и в мирное время. Заключается в самовольном отправлении правосудия офицерским составом вооружённых сил. Объектом офицерского самосуда, зачастую, выступают отношения, возникающие вокруг воинской дисциплины, соответственно, лицами, против которых направлен офицерский самосуд, становятся злостные нарушители воинской дисциплины, либо лица, так или иначе посягающие на авторитет командира и основные армейские принципы.

### Корни офицерского самосуда
Основные установки офицерского самосуда, как превышения уставных полномочий для поддержания дисциплины и репутации командира, закладываются в будущих офицерах ещё в подростковом возрасте, когда те, ещё только учатся в кадетских корпусах. Так, военный историк Андрей Медардович Зайончковский вспоминает из своего собственного кадетского быта середины XIX века: Кадетский самосуд имел большое значение, и им особенно строго карались трусость, выдача товарища, жалоба начальству, невыносливость и т. п. Применяемые же в корпусах наказания могли только способствовать ещё большему ожесточению кадетских нравов, и, как следствие, ещё более суровому самосуду.

### Из истории
В отечественной истории, единственным беспрецедентным периодом массовых офицерских самосудов над солдатами, уголовными и революционными элементами, стал период Октябрьской революции, когда большая часть офицерского корпуса фактически была вынуждена вступить в борьбу за своё существование.

#### Организации офицерской самообороны
Террор порождал ответный террор. «Белый» офицерский самосуд над «распоясавшейся солдатнёй» стал ответом на «Красный» солдатский самосуд над «ненавистным офицерьём», и сейчас представляется затруднительным сказать какой из них был более кровавым и унёс больше жизней. Как вспоминает Антон Иванович Деникин, в годы революционных преобразований по всей Российской империи, на почве растерянности власти на местах выросло такое явление, не сродное вообще военной среде и до сих пор совершенно не освещенное, как организация тайных офицерских обществ — не для каких-либо политических целей, а попросту для самозащиты.

#### Офицерские патрули
В первые месяцы после Октябрьской революции распространённым явлением были офицерские патрули в крупных городах Российской империи, которые в ходе своих рейдов просто расстреливали каждого, кто вызывал у них подозрения, в том числе и себе подобных — офицеров и нижних чинов, заподозренных в связях с большевиками. По этому поводу, категорически негативно отзывался известный своей толерантной позицией политический деятель Василий Шульгин. Так, после расстрела в Одессе деникинским офицерским патрулём начальника деникинской же контрразведки полковника Кирпичникова, который был расстрелян ими целенаправленно, Шульгин писал:

Производить самосуд — значит отрицать суд. Отрицать суд — значит отрицать власть. Отрицать власть — значит отрицать самих себя. Так оно, конечно, и было. Этим убийством белые пошли против белых понятий.
— В. Шульгин «1920 год»

## Отражение в культуре
- Во вселенных комиксов DC и Marvel часто встречается такие персонажи, как антигерои, примером которых являются Дэдпул, Красный Колпак, Каратель и др. Борясь с преступностью, они прибегают к убийству преступников, из-за чего в ряде случаев имеют проблемы с законом.
- Главный герой аниме и манги Тетрадь смерти — Лайт Ягами находит магическую тетрадь, с помощью которой решает очистить мир от преступников.

## Комментарии
1. ↑  В связи с наличием у солдат огнестрельного оружия.